# Wzgórze przy ulicy Ceglanej
Wzgórze przy ulicy Ceglanej, to sztuczne utworzone wzniesienie, położone we wschodniej części Wrocławia, w rejonie osiedla Swojczyce, przy ulicy Ceglanej.
Wzgórze ma kształt płaskiego kopca, rozdzielonego na dwie nierówne części. Wysokość względna wynosi 10-12 m, a najwyższy punkt znajduje się na wysokości 134 m n.p.m. Powierzchnia wzgórza wynosi 9,3 ha.
Wzgórze, w obecnej postaci, to zrekultywowane składowisko odpadów komunalnych Swojczyce, powstało ono w marcu 1975, w miejscu dawnego wyrobiska gliny i było jednym z kilku składowisk odpadów komunalnych we Wrocławiu, jego eksploatacja rozpoczęła się po zamknięciu składowiska przy ulicy Bardzkiej, a zakończona została w roku 1995.  Po zamknięciu składowiska odpadów komunalnych Swojczyce poddano go procesowi rekultywacji, który zakończył się w roku 1999. Obecnie teren wzgórza nie jest już objęty zakazem wstępu, a z jego szczytu można podziwiać panoramę miasta i okolic.